# Neuroleon socotranus
Neuroleon socotranus là một loài côn trùng trong họ Myrmeleontidae thuộc bộ Neuroptera. Loài này được E. O. Taschenberg miêu tả năm 1883.